# Cheilodactylidae
Famille
Les Cheilodactylidae sont une famille de poissons de l'ordre des Perciformes représentée par cinq genres et un total de 27 espèces.

## Liste des genres
Selon ITIS (3 septembre 2019) :
- Cheilodactylus Lacepède, 1803 — (9 espèces[3])
- Chirodactylus Gill, 1862 — (3 espèces)
- Dactylophora De Vis, 1883 — (1 espèce)
- Goniistius Gill, 1862 — (6 espèces)
- Nemadactylus Richardson, 1839 — (8 espèces)